# Giovanni Francesco Sagredo

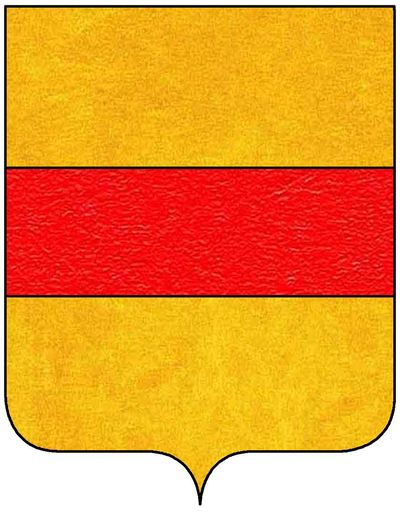
Stemma Sagredo

Giovanni Francesco Sagredo (Venezia, 19 giugno 1571 – Venezia, 5 marzo 1620) è stato un nobile italiano che, interessato alla fisica, fu sperimentatore e costruttore di strumenti scientifici. Fu grande amico di Galileo Galilei, conosciuto nel periodo padovano.

## Biografia[2]
Giovanni Francesco (o Gianfrancesco) Sagredo nacque a Venezia da Niccolò e Cecilia Tiepolo il 19 giugno del 1571. Conobbe Galilei probabilmente a Venezia, dove lo scienziato spesso si recava provenendo da Padova. I due forse s'incontrarono nel circolo di intellettuali (il "ridotto Morosini") presso il palazzo sul Canal Grande dei fratelli Morosini  o forse Sagredo aveva conosciuto Galilei seguendone le lezioni private.
Portato per la ricerca scientifica, Sagredo studiò ottica, termometria e, in particolare, ebbe grande interesse per i fenomeni legati al magnetismo. Galilei gli aveva mandato delle calamite armate , usate da lui stesso nei propri intensi studi sui magneti (1600-1609) che affascinavano Sagredo, tanto che riferiva in una lettera a Galilei di voler scrivere a William Gilbert (1544-1603), autore del De Magnete (Londra, 1600), per «avere la sua amicitia» . Galilei stesso si attivò affinché il Granduca di Toscana Ferdinando I (1549-1609) acquistasse per una notevole somma di denaro una potente calamita per gli esperimenti di Sagredo.
Sagredo intervenne spesso a favore di Galileo: lo raccomandò ai Riformatori dello Studio di Padova affinché gli aumentassero lo stipendio, garantì i prestiti che aveva chiesto per la dote delle sorelle e l'ospitò nei suoi possedimenti in Cadore e nel suo palazzo veneziano per assistere a feste e regate e lo invitò a soggiornare nella città fortificata di Palmanova, dove aveva l'incarico di tesoriere (1605-1607).
Dopo essere rientrato dalla Siria, dove era stato inviato come console dal governo veneziano, seppe che Galilei era andato a Firenze come Primario Matematico e Filosofo del Granduca di Toscana. Sagredo, mosso da tristi presentimenti, il 13 agosto 1611 scrisse all'amico che era rimasto molto dispiaciuto che avesse rinunciato alla protezione della repubblica veneziana trasferendosi a Firenze e lo avvertiva di stare attento al «tempestoso mare della Corte» fiorentina e ai «furiosi venti della emulatione» 
Anche se lontani, i due amici continuarono a frequentarsi per corrispondenza discutendo di fisica, di morale, dandosi reciproci consigli e inviandosi doni sino al 1620, quando Sagredo morì.
Il grande affetto di Galilei per l'amico, che chiama «il mio Idolo», è dimostrato dall'aver attribuito, con il permesso del fratello del nobile veneziano, il nome di "Sagredo" all'acuto interlocutore delle sue più importanti opere: il Dialogo sopra i due massimi sistemi del mondo (Firenze, 1632) e i Discorsi e dimostrazioni matematiche intorno a due nuove scienze attinenti alla meccanica e ai moti locali (Leida, 1638).

## Giovanni Francesco Sagredo nella letteratura
Giovanni Francesco Sagredo figura anche come personaggio nel testo teatrale Vita di Galileo di Bertolt Brecht.